# Joshua Pruett
Joshua Christopher Pruett (* 21. März 1978 in Los Angeles, Kalifornien) ist ein US-amerikanischer Drehbuchautor.

## Leben
Pruett wurde am 21. März 1978 in Los Angeles geboren.
Von 1999 bis 2004 studierte er Illustration an der California State University, Fullerton und schloss sein Studium mit einem Master-Abschluss ab.
2011 schrieb er gemeinsam mit Steve Hickner und Bart Coughlin das Drehbuch für den Animationsfilm Buch der Drachen. Von 2012 bis 2015 verfasste er die Drehbücher von 12 Episoden der Zeichentrickserie Phineas und Ferb. Fünf Jahre später schrieb er für den Zeichentrickfilm Phineas und Ferb – Der Film: Candace gegen das Universum ebenfalls das Drehbuch. Er trat außerdem als Drehbuchautor mehrerer Episoden der Zeichentrickserien Schlimmer geht’s immer mit Milo Murphy und Hamster & Gretel in Erscheinung. 2024 schrieb er das Drehbuch für den Action-Horrorfilm Witch Hunter – Der Hexenjäger.

## Filmografie (Auswahl)
- 2009: B.O.B.’s Big Break (Animationsfilm)
- 2011: Buch der Drachen (Book of Dragons, Animationsfilm)
- 2012–2015: Phineas und Ferb (Phineas and Ferb, Zeichentrickserie, 12 Episoden)
- 2013–2014: Doofenshmirtz’s Daily Dirt (Zeichentrickserie)
- 2015: Puss in Boots (Animationsserie, Episode 2x04)
- 2015: Die Mr. Peabody & Sherman Show (The Mr. Peabody & Sherman Show, Zeichentrickserie, 3 Episoden)
- 2015: Death & Taxes (Kurzfilm)
- 2016–2019: Schlimmer geht’s immer mit Milo Murphy (Milo Murphy’s Law, Zeichentrickserie, 39 Episoden)
- 2017: Mystery Science Theater 3000: The Return (Mystery Science Theater 3000, Fernsehserie, Episode 1x05)
- 2020: Phineas und Ferb – Der Film: Candace gegen das Universum (Phineas and Ferb the Movie: Candace Against the Universe, Zeichentrickfilm)
- 2020: Jack, der Monsterschreck (The Last Kids on Earth, Zeichentrickserie, 20 Episoden)
- 2020: Onyx Equinox (Zeichentrickserie, 6 Episoden)
- 2021: Jack der Monster-Schreck und der Stab des Verderbens (The Last Kids on Earth and the Staff of Doom, Computerspiel)
- 2022: Doctor Who: The Sixth Doctor Adventures (Podcast, Episode 2x02)
- 2022: Brown and Friends (Animationsserie, Episode 1x05)
- 2022–2023: Hamster & Gretel (Zeichentrickserie, 30 Episoden)
- 2024: Witch Hunter – Der Hexenjäger (Witch Hunter)